# آلب نوروز
الب نافروز (1990-) (بالتركية: Alp Navruz) ممثل تركي، ولد في مدينة إسطنبول، عرف بدور «سنان» في مسلسل فضيلة وبناتها عام 2017 وحقق نجاحاً وكسب العديد من الجوائز آنذاك واكتسب شهرة واسعة في تركيا وحول العالم، وبالتالي كانت بداية انطلاقه، تخرج في جامعة يلدز التقنية قسم اداب اللغة التركية، وهو أيضا مهتم بأدب الشعر ويكتب الاشعار منذ سن 13 عام، شارك في العديد من البطولات من ضمنها بطولة مسلسل (لا تترك يدي) الذي حظي بنجاح خارجي كبير بشخصية «جينك» مع الممثلة «الينا بوز» ومسلسل (طائر العنقاء) اللذي يدخل قائمة المسلسلات الأكثر مشاهدة سنة 2020 في تركيا بشخصية «سرحات» مع الممثلة «جيرين يلماز».

## وصلات خارجية
- صفحة الممثل على IMDB

## روابط فنية
آلب نوروز على موقع IMDb (الإنجليزية)
- آلب نوروز على موقع قاعدة بيانات الفيلم (الإنجليزية)